# Riccardo Fogli

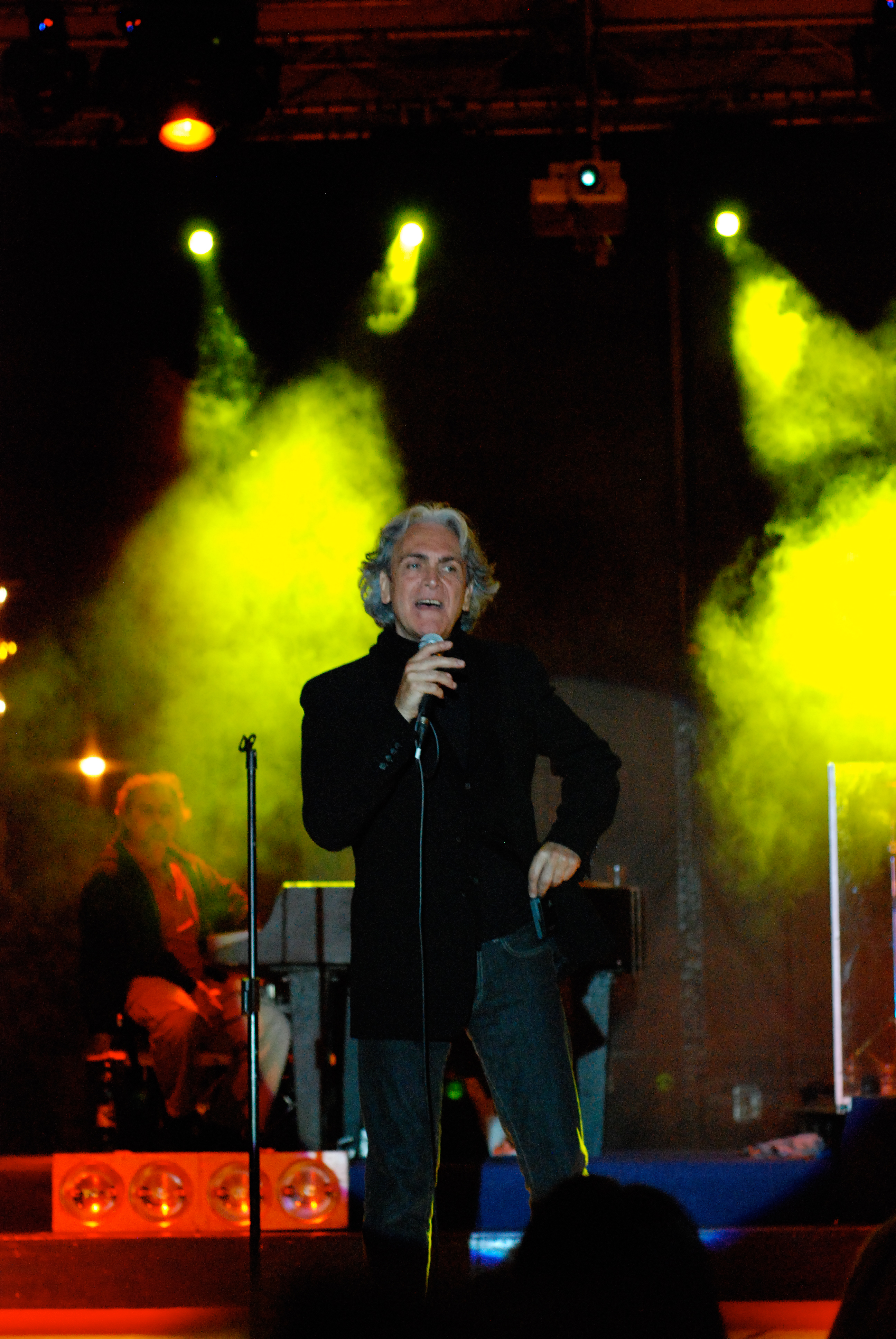
Riccardo Fogli (2009)

Riccardo Fogli ([rik'ːardo 'fɔʎːi]; * 21. Oktober 1947 in Pontedera) ist ein italienischer Sänger. Nach sechs Jahren bei der Band Pooh begann er 1973 eine Solokarriere, in deren Verlauf er achtmal am Sanremo-Festival sowie einmal am Eurovision Song Contest teilnahm.

## Karriere
Fogli begann als Bassist der Rockband Slenders und trat 1966 als Bassist und Sänger in die Beat-Band Pooh ein, nachdem deren Bassist Gilberto Faggioli ausgestiegen war. Im Lauf der folgenden sechs Jahre veröffentlichte er mit Pooh fünf erfolgreiche Alben, bis er 1973 seinen Ausstieg bekanntgab; Auslöser war eine Affäre Foglis mit der Sängerin Patty Pravo.
Nach einigen Singles erschien 1973 Foglis erstes Soloalbum Ciao amore come stai. Im folgenden Jahr nahm der Sänger mit dem Lied Complici erstmals am Sanremo-Festival teil, schaffte es jedoch nicht ins Finale. Dennoch stieg seine Bekanntheit wieder an, besonders durch die Single Mondo von 1976; in diesem Jahr veröffentlichte Fogli auch sein zweites, selbstbetiteltes Album. Anfang der 80er-Jahre erzielte er, besonders nach Beginn der Zusammenarbeit mit dem Songwriter-Duo Maurizio Fabrizio und Guido Morra, weitere Verkaufserfolge: 1981 gelang ihm mit der Single Malinconia ein kleinerer Hit und auch das Album Campione konnte daran anknüpfen. Auf dieser Erfolgswelle kehrte Fogli 1982 zum Sanremo-Festival zurück, wo sein Lied Storie di tutti i giorni den Prognosen entsprechend den Sieg holte. Das Lied wurde Foglis erster Nummer-eins-Hit in Italien und verschaffte ihm auch internationale Bekanntheit. Beim Eurovision Song Contest 1983 in München ging er sodann mit Per Lucia als italienischer Kandidat ins Rennen, konnte allerdings keinen nennenswerten Erfolg erzielen.
Trotz vieler weiterer Sanremo-Teilnahmen (1985 mit Sulla buona strada, 1989 mit Non finisce così, 1990 mit Ma quale amore, 1991 Io ti prego di ascoltare, 1992 mit In una notte così und 1996 mit Romanzo) ließ Foglis Popularität mit Mitte der 80er-Jahre nach. Ab 1987 arbeitete er wieder sporadisch mit seinen Bandkollegen von Pooh zusammen (so ist er auf deren Album Le infinite vie del cuore zu hören), 1991 trennte er sich von seinem langjährigen Produzenten Giancarlo Lucariello. Erst 2004 machte er wieder von sich reden, als er an der ersten Ausgabe der italienischen Realityshow Music Farm teilnahm und diese gewann. Im Anschluss veröffentlichte Fogli 2005 mit Ci saranno giorni migliori sein einziges reguläres Studioalbum im neuen Jahrtausend.
2015 kam es zu einer Reunion Foglis mit Pooh, anlässlich des 50-jährigen Bandjubiläums der Band. Gemeinsam gaben die fünf Mitglieder 2016 eine letzte Konzertreihe vor der Auflösung der Band. In diesem Rahmen kehrte Fogli auch erstmals wieder als Gast zum Sanremo-Festival zurück. 2017 schloss sich Fogli mit Ex-Pooh-Frontman Roby Facchinetti zusammen und nahm das Kollaboalbum Insieme auf. Die beiden gingen außerdem beim Sanremo-Festival 2018 ins Rennen.

## Diskografie

### Studioalben
| Jahr | Titel Musiklabel         | Höchstplatzierung, Gesamtwochen, AuszeichnungChartsChartplatzierungen (Jahr, Titel, Musiklabel, Platzierungen, Wochen, Auszeichnungen, Anmerkungen) | Anmerkungen          |
| Jahr | Titel Musiklabel         | IT | Anmerkungen          |
| ---- | ------------------------ | --- | -------------------- |
| 1973 | Ciao amore come stai RCA | IT22 (3 Wo.)IT |                      |
| 1976 | Riccardo Fogli CGD       | IT23 (3 Wo.)IT |                      |
| 1981 | Campione Paradiso        | IT17 (7 Wo.)IT |                      |
| 2017 | Insieme Sony             | IT6 (11 Wo.)IT | mit Roby Facchinetti |

Weitere Alben
- 1977: Il sole, l’aria, la luce, il cielo (CGD)
- 1979: Che ne sai (Paradiso)
- 1980: Alla fine di un lavoro (Paradiso)
- 1982: Compagnia (Paradiso)
- 1984: Torna a sorridere (Paradiso)
- 1985: 1985 (Paradiso)
- 1987: Le infinite vie del cuore (Paradiso)
- 1988: Amore di guerra
- 1990: Sentirsi uniti (CBS)
- 1992: Teatrino meccanico
- 1994: Nella fossa dei leoni
- 1996: Romanzo
- 1998: Ballando (BMG; EP)
- 1999: Matteo (Raro!Records)
- 2004:Il vincitore (Coveralbum)
- 2005: Ci saranno giorni migliori (Sony)

### Livealben
- 1995: Fogli su fogli
- 2002: Storie di tutti i giorni

### Kompilationen
| Jahr | Titel Musiklabel    | Höchstplatzierung, Gesamtwochen, AuszeichnungChartsChartplatzierungen (Jahr, Titel, Musiklabel, Platzierungen, Wochen, Auszeichnungen, Anmerkungen) | Anmerkungen |
| Jahr | Titel Musiklabel    | IT | Anmerkungen |
| ---- | ------------------- | --- | ----------- |
| 1982 | Collezione Paradiso | IT6 (15 Wo.)IT |             |

Weitere Kompilationen
- 1978: Io ti porto via (CGD)
- 1982: Collezione (Paradiso)
- 1982: Il primo Riccardo Fogli (RCA)
- 1987: Storie di tutti i giorni
- 1989: Non finisce così (CBS)
- 1991: A metà del viaggio (Sony)
- 1991: Canzoni d’amore
- 1992: Mondo
- 1996: Greatest Hits
- 1999: Il mondo di Riccardo Fogli
- 2002: Pop Collection
- 2004: Storie d’amore
- 2008: Riccardo Fogli (Azzurra Music)
- 2011: Riccardo Fogli Collection

### Singles (Auswahl)
| Jahr | Titel Album                               | Höchstplatzierung, Gesamtwochen, AuszeichnungChartplatzierungen (Jahr, Titel, Album, Platzierungen, Wochen, Auszeichnungen, Anmerkungen) | Höchstplatzierung, Gesamtwochen, AuszeichnungChartplatzierungen (Jahr, Titel, Album, Platzierungen, Wochen, Auszeichnungen, Anmerkungen) | Höchstplatzierung, Gesamtwochen, AuszeichnungChartplatzierungen (Jahr, Titel, Album, Platzierungen, Wochen, Auszeichnungen, Anmerkungen) | Anmerkungen |
| Jahr | Titel Album                               | IT | DE | CH | Anmerkungen |
| ---- | ----------------------------------------- | --- | --- | --- | ----------- |
| 1976 | Mondo Riccardo Fogli                      | IT4 (17 Wo.)IT | — | — |             |
| 1977 | Stella Il sole, l’aria, la luce, il cielo | IT15 (7 Wo.)IT | — | — |             |
| 1978 | Io ti porto via                           | IT12 (10 Wo.)IT | — | — |             |
| 1979 | Che ne sai                                | IT7 (14 Wo.)IT | — | — |             |
| 1980 | Scene da un amore Alla fine di un lavoro  | IT15 (16 Wo.)IT | — | — |             |
| 1980 | Ti amo però… Alla fine di un lavoro       | IT18 (8 Wo.)IT | — | — |             |
| 1981 | Malinconia Campione                       | IT3 (22 Wo.)IT | — | — |             |
| 1982 | Storie di tutti i giorni Collezione       | IT1 (16 Wo.)IT | DE30 (15 Wo.)DE | CH7 (6 Wo.)CH |             |
| 1983 | Per Lucia –                               | — | DE63 (4 Wo.)DE | — |             |
| 1989 | Non finisce così                          | IT25 (1 Wo.)IT | — | — |             |
| 1990 | Ma quale amore Sentirsi uniti             | IT25 (1 Wo.)IT | — | — |             |
| 1992 | In una notte così Teatrino meccanico      | IT18 (4 Wo.)IT | — | — |             |
| 2005 | Ci saranno giorni migliori                | IT28 (5 Wo.)IT | — | — |             |